# Caccobius globaticeps
Caccobius globaticeps là một loài bọ cánh cứng trong họ Bọ hung (Scarabaeidae).